# Estelareny
Estelareny és un nucli de població del municipi de les Valls de Valira, a l'Alt Urgell. A Farrera dels Llops hi ha el despoblat d'Estelareny, situat al vessant de llevant del tossal d'Estelareny. Hi havia hagut 6 cases el 1860 i al segon decenni del segle xx 11 cases i 25 habitants.